# Добја Вас
Добја Вас (словен. Dobja vas) је некадашње насеље у општини Равне на Корошкем, Корушка регија, Словенија.

## Историја
До територијалне реорганизације у Словенији била је у саставу старе општине Равне на Корошкем. Године 2017. насеље је укинуто и припојено насељу Равне на Корошкем.

## Становништво
У попису становништва из 2011. године, Добја вас је имала 700 становника.
| Број становника према пописима | Број становника према пописима | Број становника према пописима |
| ------------------------------ | ------------------------------ | ------------------------------ |
| 1991                           | 2002                           | 2011                           |
| 724                            | 710                            | 700                            |

Напомена: Године 2017. укинуто и припојено насељу Равне на Корошкем.